# Ocnogyna banghaasi
Ocnogyna banghaasi là một loài bướm đêm thuộc phân họ Arctiinae, họ Erebidae.